# Escaflowne – The Movie
Escaflowne – The Movie (OT: jap. エスカフローネ, Esukafurōne) ist ein Anime-Film aus dem Jahr 2000, dessen Handlung eine Neufassung der Fernsehserie The Vision of Escaflowne erzählt. Bei der Produktion vom Studio Bones führte Kazuki Akane Regie.

## Handlung
Nachdem das Erbe der Herrschaft über seinen Klan an den Prinzen Van und nicht dessen älteren Bruder Folken ging, zieht Folken mit der Armee des Schwarzen Drachen über den Planeten Gaia. Er will alles vernichten, um allem Leid auf Gaia ein Ende zu bereiten. Um die mächtige Drachenrüstung „Escaflowne“ einsetzen zu können, die alles zerstören kann, fehlt ihm noch die „geflügelte Göttin“. Diese ist Hitomi, ein Schulmädchen auf der Erde. Sie hat immer wieder Visionen, wird davon verunsichert, bis sie schließlich den Visionen folgt und so von Folken nach Gaia versetzt wird. Dort findet sie sich wieder in Escaflowne und wird dann von Van und dessen Getreuen aufgenommen. Van will seinem Bruder Einhalt gebieten und verfügt nun über Escaflowne, die er dank Hitomi auch bedienen kann. Doch Hitomi sucht nun einen Weg zurück zur Erde und Folken sendet Dilandau mit seinen Soldaten um Hitomi und Escaflowne in seine Gewalt zu bringen.
Dilandau greift Van und sein Gefolge an und während des Kampfes werden Hitomi und Van von den anderen getrennt. Doch kann Van Dilandau besiegen und beide entkommen. Dilandau wird von Folken bestraft, aber dann mit einer gerade geborgenen magischen Rüstung ausgestattet, um seine Aufgabe zu erfüllen. Währenddessen suchen Van und Hitomi Schutz im Heimatdorf von Vans Dienerin und Freundin Merle in den Bergen. Sie versprechen sich, nun immer beieinander bleiben zu wollen. Gemeinsam mit ihren Getreuen machen sie sich auf zu Folken, um ihn endgültig zu besiegen.
Als sie nahe Folkens Festung sind, versuchen Folken und seine Priesterin Hitomi mit Visionen von ihrem Ziel zu überzeugen. Doch sie will nicht, das Van etwas zustößt und Gaia zerstört wird, auch wenn dies weiteres Leid bedeutet. Schließlich kommt es zum Kampf, in dem Hitomi mit ihren Visionen Van helfen kann. Er kann durch sie auch Escaflowne rufen und in der Rüstung gegen Dilandau in dessen neuer Rüstung kämpfen. Van siegt, doch gerät er vor Zorn mit Escaflowne außer Kontrolle und droht so alles zu zerstören. Hitomi aber kann ihn wieder zur Besinnung bringen und beide stellen sich nun Folken. Dieser lässt sich nicht von seinem Plan abbringen, wird jedoch von einem seiner eigenen Untergebenen getötet, der sich für die Unterdrückung seines Volkes rächen will. Folkens Festung zerfällt. In Merles Dorf versprechen sich Hitomi und Van, weiter miteinander verbunden zu sein, auch sollte Hitomi zur Erde zurückkehren.

## Produktion
Nach dem Erfolg der Fernsehserie The Vision of Escaflowne von 1996 wurde eine Filmadaption angekündigt, wurde jedoch wegen Finanzierungsproblemen lange nicht fertiggestellt. Das Studio Bones produzierte gemeinsam mit Sunrise den Film, der eine alternative Fassung der Handlung der Serie erzählt. Die Regie lag bei Kazuki Akane, der gemeinsam mit Ryota Yamaguchi auch das Drehbuch schrieb. Das Charakterdesign entwarf Nobuteru Yuki, während Junichi Higashi für die künstlerische Leitung zuständig war. Die Musik komponierten Yōko Kanno und Hajime Mizoguchi, darunter auch der Vorspanntitel First Vision. Der Abspann wurde mit dem Lied Yubiwa (指輪) unterlegt, gesungen von Maaya Sakamoto.

## Synchronisation
| Rolle                  | Japanischer Sprecher (Seiyū) | Deutscher Sprecher       |
| ---------------------- | ---------------------------- | ------------------------ |
| Hitomi Kanzaki         | Maaya Sakamoto               | Julia Meynen             |
| Van Fanel              | Tomokazu Seki                | Robin Kahnmeyer          |
| Merle                  | Ikue Ōtani                   | Christin Marquitan       |
| Folken Lacour de Fanel | Jōji Nakata                  | Bernd Vollbrecht         |
| Dilandau Albatō        | Minami Takayama              | Claudia Urbschat-Mingues |
| Millerna               | Aki Takeda                   | Antje von der Ahe        |

## Veröffentlichung
Escaflowne kam am 24. Juni 2000 in die japanischen Kinos. Zur Anime Expo 2000 wurde der Film das erste Mal in den USA gezeigt. Es folgten Übersetzungen, unter anderem ins Englische, Französische, Spanische und Italienische. Unter dem Titel Escaflowne – The Movie kam der Film 2009 auf DVD bei Dybex heraus.

## Rezeption
Die Kritiker der Animerica loben durchweg die herausragende Qualität der Animationen, die Handlung und die Charaktere seien deutlich anders als in der Serie. Das stößt jedoch auf ein geteiltes Echo. Für die einen ist der Film auf seine eigene Weise sehr gut, für die anderen ist die gute Animation an eine schwache, actionlastige Handlung verschwendet worden.
Auch in der MangaZone wird auf die großen Unterschiede zwischen Film und Serie hingewiesen. Kazuki Akane und Ryota Yamaguchi hätten Einsamkeit, (Selbst-)Isolation und Depression zum Hauptthema des Films gemacht, der Film sei düsterer, bedrückender und brutaler. Die Charaktere seien finsterer und härter gestaltet, die Atmosphäre von den Samuraifilmen Akira Kurosawas geprägt. Das Charakterdesign, das die Figuren älter und realistischer wirken lässt, passe gut dazu. Dazu gebe es phantastische Animationen und einen passenden Soundtrack. Als eigenständiger Film sei Escaflowne ein erstklassiges Fantasy-Erlebnis, Fans der Serie würden aber oft vor den Kopf gestoßen.